# Lista de episódios de Scrubs
A seguir temos uma lista de episódios da sitcom norte-americana Scrubs. Ao final da 6ª temporada, a série tem 139 episódios.

## Resumo da Série
| Temporada | Temporada | Episódios | Season premiere        | Season finale       | Audiência               | Lançamento do DVD                                     | Lançamento do DVD       | Lançamento do DVD       |
| Temporada | Temporada | Episódios | Season premiere        | Season finale       | Audiência               | Região 1                                              | Região 2                | Região 4                |
| --------- | --------- | --------- | ---------------------- | ------------------- | ----------------------- | ----------------------------------------------------- | ----------------------- | ----------------------- |
|           | Primeira  | 24        | 2 de Outubro de 2001   | 21 de Maio de 2002  | 11.2 milhões (40 lugar) | 17 de Maio de 2005                                    | 27 de Junho de 2005     | 29 de Junho de 2005     |
|           | Segunda   | 22        | 26 de Setembro de 2002 | 17 de Abril de 2003 | 15.9 milhões (15 lugar) | 15 de Novembro de 2005                                | 12 de Setembro de 2005  | 19 de Setembro de 2005  |
|           | Terceira  | 22        | 2 de Outubro de 2003   | 4 de Maio de 2004   | 10.4 milhões (43 lugar) | 9 de Maio de 2006                                     | 13 de Fevereiro de 2006 | 22 de Fevereiro de 2006 |
|           | Quarta    | 25        | 31 de Agosto de 2004   | 10 de Maio de 2005  | 6.9 milhões (88 lugar)  | 10 de outubro de 2006                                 | 18 de setembro de 2006  | 27 de setembro de 2006  |
|           | Quinta    | 24        | 3 de Janeiro de 2006   | 16 de Maio de 2006  | 6.4 milhões (98 lugar)  | 22 de maio de 2007                                    | 18 de junho de 2007     | 6 de junho de 2007      |
|           | Sexta     | 22        | 30 de Novembro de 2006 | 17 de Maio de 2007  | 6.4 milhões (87 lugar)  | 30 de Novembro de 2007                                | 14 de janeiro de 2008   | 5 de dezembro de 2007   |
|           | Sétima    | 11        | 25 de Outubro de 2007  | 8 de Maio de 2008   | 6.4 milhões (115 lugar) | 11 de Novembro de 2008                                | 19 de Janeiro de 2009   | 3 de Dezembro de 2008   |
|           | Oitava    | 18        | 6 de Janeiro de 2009   | 6 de Maio de 2009   | 5.6 milhões (123 lugar) | 25 de Agosto de 2009 17 de Novembro de 2009 (Blu-Ray) | 6 de Setembro de 2010   | 1 de Dezembro de 2009   |
|           | Nona      | 13        | 1 de Dezembro de 2009  | 17 de Março de 2010 | 3.8 milhões (116 lugar) | 28 de Setembro de 2010                                | TBA                     | 1 de Dezembro de 2010   |

## 1ª Temporada: 2001-2002
| Nº | Nº | Título                     | Director(es)      | Escritor(es)                                 | Exibição Original       | Produção |
| --- | -- | -------------------------- | ----------------- | -------------------------------------------- | ----------------------- | -------- |
| 1 | 1  | "My First Day"             | Adam Bernstein    | Bill Lawrence                                | 2 de outubro de 2001    | 535G     |
| J.D. e o resto dos internos começam seu 1º dia no Sacred Heart. J.D. faz seu 1º plantão, e vê que Dr. Cox é mais agradável e amigo do que Dr. Kelso. J.D. fica atraído a sua colega Elliot. |    |                            |                   |                                              |                         |          |
| 2 | 2  | "My Mentor"                | Adam Bernstein    | Bill Lawrence                                | 4 de outubro de 2001    | S101     |
| J.D. tenta conhecer melhor Dr. Cox. Turk tenta seduzir Carla. Elliot enxerga o lado ruim de Carla. |    |                            |                   |                                              |                         |          |
| 3 | 3  | "My Best Friend's Mistake" | Adam Bernstein    | Eric Weinberg                                | 9 de outubro de 2001    | S102     |
| Elliot não recebe bem os apelidos que Dr. Kelso lhe dá, e segue o conselho de Dr. Cox e se confronta com ele. J.D. sente falta da companhia de Turk, e se preocupa que um paciente esteja piorando por causa de Turk. Elliot e J.D. estão ficando íntimos, mas uma interrupção pode fazer a diferença entre ser amigos ou algo maior.                                        |    |                            |                   |                                              |                         |          |
| 4 | 4  | "My Old Lady"              | Marc Buckland     | Matt Tarses                                  | 16 de outubro de 2001   | S103     |
| Os três internos têm que confrontar a morte pela 1.ª vez: a paciente de J.D. é uma senhora doce, mas cabeça-dura, o paciente de Turk é um jovem que só precisa de companhia, e a paciente de Elliot é uma mulher hispânica que não fala nada de inglês. |    |                            |                   |                                              |                         |          |
| 5 | 5  | "My Two Dads"              | Craig Zisk        | Neil Goldman e Garrett Donovan               | 23 de outubro de 2001   | S104     |
| J.D. tem que decidir entre ver Dr. Cox ou Dr. Kelso como mentor, e a decisão não é fácil de se fazer. Elliot acredita que seus seios possuem poder de cura. Para agradar Carla, Turk a presenteia com uma caneta que, sem que ele soubesse, foi removida do reto de um paciente. As ações de Dr. Cox o levam a uma suspensão. Participação de Louie Anderson.                |    |                            |                   |                                              |                         |          |
| 6 | 6  | "My Bad"                   | Marc Buckland     | Gabrielle Allan                              | 30 de outubro de 2001   | S105     |
| A suspensão de Dr. Cox coloca o futuro do hospital em risco. Elliot descobre que seu paciente, Dr. Greenburg, é um terapeuta. J.D. conhece uma mulher membro da direção do hospital, e acaba fazendo sexo com ela. Mas, ele descobre que ela é a ex-esposa do Dr. Cox, Jordan (Christa Miller). J.D. tenta convencer Jordan a ajudar Dr. Cox. Participação de Jimmie Walker. |    |                            |                   |                                              |                         |          |
| 7 | 7  | "My Super Ego"             | Peter Lauer       | Mike Schwartz                                | 6 de novembro de 2001   | S106     |
| J.D. se sente importante por ser o melhor interno, mas tem que competir com o outro interno Nick Murdoch (Sean Hayes). |    |                            |                   |                                              |                         |          |
| 8 | 8  | "My Fifteen Minutes"       | Lawrence Trilling | Eric Weinberg                                | 15 de novembro de 2001  | S108     |
| J.D. e Turk salvam a vida de um cameraman da TV, o que os faz celebridades. Dr. Kelso decide tomar vantagem disso e usa Turk como garoto-propaganda do hospital. Cox deve escrever a avaliação interna de J.D. |    |                            |                   |                                              |                         |          |
| 9 | 9  | "My Day Off"               | Elodie Keene      | Janae Bakken                                 | 20 de novembro de 2001  | S107     |
| J.D. desenvolve apendicite e vê o hospital do ponto de vista dos pacientes. Elliot e Turk têm de cuidar dele. |    |                            |                   |                                              |                         |          |
| 10 | 10 | "My Nickname"              | Matthew Diamond   | Bill Lawrence                                | 27 de novembro de 2001  | S110     |
| O relacionamento de J.D. e Carla muda quando ele passa a ter mais conhecimento médico que ela e se sente ofendido pelo apelido que ela o dá. Elliot trata Jill, uma paciente que é nervosa e neurótica como ela. O zelador dá um novo apelido a J.D. |    |                            |                   |                                              |                         |          |
| 11 | 11 | "My Own Personal Jesus"    | Jeff Melman       | Debra Fordham                                | 11 de dezembro de 2001  | S109     |
| Turk perde seu espírito de Natal quando passa um plantão na noite de Natal. Elliot procura uma garota grávida perdida. Dr. Cox e Jordan se unem para atacar J.D. |    |                            |                   |                                              |                         |          |
| 12 | 12 | "My Blind Date"            | Marc Buckland     | Mark Stegemann                               | 8 de janeiro de 2002    | S112     |
| J.D. deve cuidar de uma assistente social, Alex, que ficou presa em uma máquina de eletrocardiograma. Eles flertam, mas J.D. está relutante de chamá-la para sair sem saber sua aparência. Elliot tenta ganhar o afeto de Dr. Cox como J.D. tem. Após problemas de relacionamento, Turk conta seus sentimentos por Carla.                                                    |    |                            |                   |                                              |                         |          |
| 13 | 13 | "My Balancing Act"         | Michael Spiller   | Neil Goldman and Garrett Donovan             | 15 de janeiro de 2002   | S113     |
| O relacionamento de J.D. e Alex tem problemas pela quantidade de tempo que J.D. passa no hospital. Turk e Carla têm problemas de relacionamento. |    |                            |                   |                                              |                         |          |
| 14 | 14 | "My Drug Buddy"            | Michael Spiller   | Matt Tarses                                  | 22 de janeiro de 2002   | S111     |
| Quando remédios passam a sumir, Elliot suspeita de um paciente que tem dependência química, mas Alex o defende. Elliot diz a J.D. que ela acha que Alex vai partir seu coração e J.D. a acusa de ser ciumenta. Quando ele descobre que Alex roubou os remédios ele se desculpa com Elliot, que revela que estava com ciúmes.                                                 |    |                            |                   |                                              |                         |          |
| 15 | 15 | "My Bed Banter & Beyond"   | Lawrence Trilling | Gabrielle Allan                              | 5 de fevereiro de 2002  | S115     |
| J.D. e Elliot passam o dia na cama fazendo sexo, enquanto uma passagem de tempo mostra seu relacionamento se deteriorando. |    |                            |                   |                                              |                         |          |
| 16 | 16 | "My Heavy Meddle"          | Will Mackenzie    | Mike Schwartz                                | 26 de fevereiro de 2002 | S116     |
| J.D. e Elliot não se falam depois de se separar, mas Turk ajuda-os a ser amigos de novo. |    |                            |                   |                                              |                         |          |
| 17 | 17 | "My Student"               | Matthew Diamond   | Mark Stegemann, Janae Bakken & Debra Fordham | 5 de março de 2002      | S114     |
| Os internos recebem seus primeiros estudantes. O de J.D. é muito parecido de como ele era no começo, o de Elliot é um idiota que é filho do chefe da corporação que controla o hospital, e o de Turk é uma mulher confidente que Dr. Cox se vê atraído. Participação de Kelli Williams como Dr. Kristen Murphy.                                                              |    |                            |                   |                                              |                         |          |
| 18 | 18 | "My Tuscaloosa Heart"      | Lawrence Trilling | Janae Bakken, Debra Fordham & Mark Stegemann | 12 de março de 2002     | S117     |
| J.D. se sente culpado quando um rude paciente, que é ignorado, morre. Carla diz que ele tinha um câncer terminal, mas J.D. não consegue dormir. Dr. Cox não consegue decidir entre três mulheres qual ele gosta. Elliot e Turk descobrem um possível novo lado de Dr. Kelso.                                                                                                 |    |                            |                   |                                              |                         |          |
| 19 | 19 | "My Old Man"               | Adam Bernstein    | Matt Tarses                                  | 9 de abril de 2002      | S120     |
| Os pais dos internos vêm visitá-los. Carla realiza que Turk é atraído por ela porque é como a mãe dele. Elliot questiona porque quis ser médica. Participação de R. Lee Ermey como pai do Zelador, Markie Post como mãe de Elliot e John Ritter como Sam Dorian (pai de J.D.).                                                                                               |    |                            |                   |                                              |                         |          |
| 20 | 20 | "My Way or the Highway"    | Adam Bernstein    | Eric Weinberg                                | 16 de abril de 2002     | S118     |
| Graças a sua competitividade, Turk convence o paciente de J.D. a escolher outro tratamento, o que deixa J.D. com raiva. |    |                            |                   |                                              |                         |          |
| 21 | 21 | "My Sacrificial Clam"      | Marc Buckland     | Debra Fordham, Janae Bakken & Mark Stegemann | 30 de abril de 2002     | S119     |
| J.D. se fere com uma agulha cheia de sangue contaminado com Hepatite B. Salvo da infecção, ele se aterroriza por doenças. Elliot escolhe o hospital ao invés de um novo namorado (Scott Foley). |    |                            |                   |                                              |                         |          |
| 22 | 22 | "My Occurrence" (Part 1)   | Lawrence Trilling | Bill Lawrence                                | 7 de maio de 2002       | S122     |
| O irmão de Jordan, Ben, vem ao hospital após furar sua mão com um prego; mas Dr. Cox e J.D. ficam preocupados porque sua mão não para de sangrar. Turk acha que operou o paciente errado, Elliot incorretamente informa Jill que ela está grávida. Participação de Brendan Fraser como Ben Sullivan.                                                                         |    |                            |                   |                                              |                         |          |
| 23 | 23 | "My Hero" (Part 2)         | Michael Spiller   | Neil Goldman and Garrett Donovan             | 14 de maio de 2002      | S123     |
| Ben começa o tratamento para leucemia, mas Dr. Cox fica com medo porque ele se importa com Ben demais. O ego de Turk é ferido pelo cirurgião atendente Dr. Wen, e Carla e Elliot desbancam Dr. Kelso numa revisão pessoal. J.D. se amedronta ao saber que o zelador sabe tudo sobre ele.                                                                                     |    |                            |                   |                                              |                         |          |
| 24 | 24 | "My Last Day"              | Michael Spiller   | Gabrielle Allan & Mike Schwartz              | 21 de maio de 2002      | S121     |
| The interns realize they have become jaded after working at the hospital for a year, and they decide to treat a patient aggressively. After Dr. Cox chides Jordan for her predictability, she reveals all the main characters' secrets to each other. |    |                            |                   |                                              |                         |          |

## 2ª Temporada: 2002-2003
| Nº | Nº | Título                        | Director(es)      | Escritor(es)                                                  | Exibição Original       | Produção |
| --- | -- | ----------------------------- | ----------------- | ------------------------------------------------------------- | ----------------------- | -------- |
| 25 | 1  | "My Overkill"                 | Adam Bernstein    | Bill Lawrence                                                 | 26 de setembro de 2002  | S124     |
| Após as revelações de Jordan, todos evitam se falar. Depois de Jordan revelar que ela dormiu com J.D., ele espera o pior de Dr. Cox. Elliot, envergonhada pelos seus sentimentos por J.D., tenta evitá-lo a todo custo. E, enquanto Carla está furiosa com Turk por não tê-la contado que Dr. Cox a amava, Dr. Cox fica chateado por Dr. Kelso tê-lo explorado por uma promoção não-existente, e J.D. por ter dormido com Jordan. Participação de Colin Hay como trovador. |    |                               |                   |                                                               |                         |          |
| 26 | 2  | "My Nightingale"              | Craig Zisk        | Eric Weinberg                                                 | 3 de outubro de 2002    | S126     |
| Os residentes ficam bastante excitados quando uma perseguição de carro termina com o carro batendo no estacionamento do hospital. Excitados por estarem no meio da ação, Elliot vai tratar o Oficial Berson, um dos policiais com dores no tórax e Turk trata o motorista do carro. |    |                               |                   |                                                               |                         |          |
| 27 | 3  | "My Case Study"               | Michael Spiller   | Gabrielle Allan                                               | 10 de outubro de 2002   | S128     |
| Dr. Kelso começa uma competição com os residentes, oferecendo uma excursão com todas as despesas pagas a uma conferência médica em Reno se eles trouxerem o mais interessante caso de estudo: J.D. é forçado a competir e evitar que Dr. Cox's não o descubra. Outra competição começa quando todo hospital se aproveita do “dia do bom-humor” de Dr Kelso. Elliot se preocupa porque não está se dando bem com Carla.                                                     |    |                               |                   |                                                               |                         |          |
| 28 | 4  | "My Big Mouth"                | Paul Quinn        | Mark Stegemann                                                | 17 de outubro de 2002   | S129     |
| O relacionamento de J.D. e Carla se deteriora quando J.D. acidentalmente conta alguns dos segredos de Carla. Os cirurgiões residentes competem para uma viagem para o México com Dr. Kelso. Elliot acha que não apresenta uma boa imagem a Dr. Cox. |    |                               |                   |                                                               |                         |          |
| 29 | 5  | "My New Coat"                 | Marc Buckland     | Matt Tarses                                                   | 24 de outubro de 2002   | S125     |
| J.D. se vê mais confiante por usar um jaleco branco, mas também tem que se preocupar com as novas responsabilidades. A reputação de Elliot rui quando ela faz sexo com um colega que ela nunca conheceu. |    |                               |                   |                                                               |                         |          |
| 30 | 6  | "My Big Brother"              | Michael Spiller   | Tim Hobert                                                    | 31 de outubro de 2002   | S127     |
| O irmão mais velho de J.D. vem visitá-lo, mas J.D. não consegue esconder o quando se envergonha pela vida fracassada do irmão. Turk aprende uma lição quando ele faz uma aposta com Dr. Cox pela vida de um paciente. O Dia das Bruxas traz uma pessoa misteriosa numa fantasia de macaco correndo pelo hospital. Participação de Tom Cavanagh como Dan Dorian. |    |                               |                   |                                                               |                         |          |
| 31 | 7  | "My First Step"               | Lawrence Trilling | Mike Schwartz                                                 | 7 de novembro de 2002   | S130     |
| Dr. Cox e a agente da vendedora de remédios, Julie, brigam, assim como J.D. e Elliot para ver quem seria o melhor médico. Carla se preocupa por suas ambições de ser apenas uma enfermeira. Participação de Heather Locklear como Julie Keaton. |    |                               |                   |                                                               |                         |          |
| 32 | 8  | "My Fruit Cups"               | Ken Whittingham   | Janae Bakken                                                  | 14 de novembro de 2002  | S131     |
| Dr. Cox e Julie passam a namorar. A situação financeira de J.D. e Turk cai e eles passam a roubar comida e papel higiênico do hospital; a situação financeira de Elliot também piora quando seu pai deixa de pagá-la. Jordan reaparece, grávida, e Dr. Cox tem que escolher entre ela e Julie. |    |                               |                   |                                                               |                         |          |
| 33 | 9  | "My Lucky Day"                | Lawrence Trilling | Debra Fordham                                                 | 5 de dezembro de 2002   | S132     |
| Elliot é forçada a se mudar; J.D. surpreende Dr. Cox e uma competição entre eles começa. Participações de Alan Ruck como Mr. Bragin, e David Copperfield. |    |                               |                   |                                                               |                         |          |
| 34 | 10 | "My Monster"                  | Gail Mancuso      | Angela Nissel                                                 | 12 de dezembro de 2002  | S133     |
| Turk e Carla têm problemas de relacionamento, assim como Dr. Cox e Jordan. J.D. considera exatamente como hospital consome suas vidas; Elliot é forçada a morar na traseira de um caminhão com ela não tem tempo de procurar outro lugar, e J.D. perde a vontade de namorar Lisa a vendedora da loja de presentes. J.D. mais tarde oferece a Elliot um lugar com ele e Turk, e eles acabam dormindo juntos de novo.                                                        |    |                               |                   |                                                               |                         |          |
| 35 | 11 | "My Sex Buddy"                | Will Mackenzie    | Neil Goldman and Garrett Donovan                              | 2 de janeiro de 2003    | S135     |
| Sem querer repetir o outro desastroso relacionamento, J.D. e Elliot concordam em ser apenas parceiros sexuais para limitar seus sentimentos, apesar de que isso não funciona tão bem quanto eles esperavam. Turk tenta ajudar Elliot com seu trabalho; e Carla aprende porque hospitais não podem dar respostas definitivas. |    |                               |                   |                                                               |                         |          |
| 36 | 12 | "My New Old Friend"           | Chris Koch        | Gabrielle Allan                                               | 9 de janeiro de 2003    | S134     |
| J.D. tem que conviver com sua paixão por Elliot após eles terminarem sua parceria sexual; ele tenta se encontrar com Lisa de novo, o que cria tensão entre eles. Dr. Cox e Carla não diagnosticam um paciente hipocondríaco depois de não levar a sério suas dores, e Dr. Kelso ensina a Turk que pacientes mentem para seus médicos. Participação Richard Kind como Mr. Corman.                                                                                           |    |                               |                   |                                                               |                         |          |
| 37 | 13 | "My Philosophy"               | Chris Koch        | Story by: Bill Lawrence Teleplay by: Matt Tarses & Tim Hobert | 16 de janeiro de 2003   | S136     |
| Elliot exige banheiros separados para cada sexo a Dr. Kelso, enquanto ele está interessado em aumentar seu escritório. Turk pede Carla em casamento. |    |                               |                   |                                                               |                         |          |
| 38 | 14 | "My Brother, My Keeper"       | Michael Spiller   | Eric Weinberg                                                 | 23 de janeiro de 2003   | S137     |
| O irmão de Turk, Kevin, vem visitá-lo e traz notícias. Um velho amigo médico de Dr. Kelso, que todos se dão bem (o "anti-Kelso"), se vê com problemas quando J.D. não trata um paciente que estava sobre sua supervisão. Participação de Dick van Dyke como Dr. Townshend. |    |                               |                   |                                                               |                         |          |
| 39 | 15 | "His Story"                   | Ken Whittingham   | Bonnie Schneider & Hadley Davis                               | 30 de janeiro de 2003   | S138     |
| Narrado pelo ponto de vista de Dr. Cox: mostra Dr. Cox nas suas sessões de terapia, e suas dificuldades com Dr. Kelso e também com J.D. Elliot está excitada e consternada de se ver atraída por Paul, um enfermeiro. Após esperar por tanto tempo, Carla finalmente diz sim para Turk. Participação Eric Bogosian como Dr. Gross, o psicologista de Dr. Cox. |    |                               |                   |                                                               |                         |          |
| 40 | 16 | "My Karma"                    | Marc Buckland     | Janae Bakken & Debra Fordham                                  | 20 de fevereiro de 2003 | S139     |
| J.D. e Turk tentam cobrir o fato de que causaram o acidente que seu paciente sofreu, apenas o zelador também sabe. Jordan finalmente dá a luz, mas ela conta para J.D. que Dr. Cox é o pai, e pede que ele não conte para ninguém. |    |                               |                   |                                                               |                         |          |
| 41 | 17 | "My Own Private Practice Guy" | Marc Buckland     | Angela Nissel & Mark Stegemann                                | 13 de março de 2003     | S141     |
| J.D. faz amizade com um novo médico, Dr. Peter Fisher, e logo percebe que ele foi a razão da separação de Jordan e Dr. Cox. O zelador começa a flertar com Elliot, e Carla fica insegura quanto a sua aparência. Participações de Jay Mohr como Dr. Peter Fisher, e uma aparição de Jay Leno. |    |                               |                   |                                                               |                         |          |
| 42 | 18 | "My T.C.W."                   | Adam Bernstein    | Bill Lawrence                                                 | 20 de março de 2003     | S140     |
| Dr. Cox passa a chamar J.D. de nomes de cachorros após um boato do hospital. Dr. Cox dá atenção ao bebê de Jordan, Elliot e Paul — e Turk e Carla — discutem sobre seus relacionamentos, e J.D. aceita um encontro de Jamie, a esposa de um paciente de coma. Participação Amy Smart como Jamie Moyer, a "Esposa Gata do Coma". |    |                               |                   |                                                               |                         |          |
| 43 | 19 | "My Kingdom"                  | Michael Spiller   | April Pesa                                                    | 27 de março de 2003     | S142     |
| Quando J.D. faz um estágio temporário na cirurgia, sua amizade com Turk sofre para ganhar popularidade. A pegadinha de Dr. Cox em Dr. Kelso fica fora de controle. |    |                               |                   |                                                               |                         |          |
| 44 | 20 | "My Interpretation"           | Will Mackenzie    | Mike Schwartz, Neil Goldman & Garrett Donovan                 | 3 de abril de 2003      | S143     |
| J.D. vai ao funeral do marido da "EGC". Turk tem um sonho sexual com Elliot, mas Carla descobre. A impressão de Dr. Cox pelo bebê de Jordan continua a cair. |    |                               |                   |                                                               |                         |          |
| 45 | 21 | "My Drama Queen"              | Michael Spiller   | Will Berson                                                   | 10 de abril de 2003     | S144     |
| O relacionamento de J.D. com a ECG tem problemas quando Elliot a considera como uma rainha da drama. A mãe de Carla morre. Dr. Cox está preso com Ted em uma relação entre médicos e pacientes. |    |                               |                   |                                                               |                         |          |
| 46 | 22 | "My Dream Job"                | Bill Lawrence     | Tim Hobert & Matt Tarses                                      | 17 de abril de 2003     | S145     |
| O fim do 2º ano deixam os residentes chateados com a monotonia de seus trabalhos, até que um antigo colega de J.D. e Turk aparece. J.D. acidentalmente revela que Dr. Cox é o pai do bebê de Jordan; J.D. e Turk são suspensos após aparecer bêbados no plantão. Dr. Kelso resolve destruir o espírito de Elliot e Dr. Cox, num acesso de raiva, o soca no rosto. Participação Ryan Reynolds como Spence.                                                                  |    |                               |                   |                                                               |                         |          |

## 3ª Temporada: 2003-2004
| Nº do Episódio | Título Original | Data de exibição        | #  |  |  |
|                | |                         |    |  |  |
| 3.01           | My Own American Girl | 2 de Outubro de 2003    | 47 |  |  |
| 3.01           | J.D, Turk, e Carla trabalham juntos para descobrir o que está errado com o paciente de J.D. Elliot, frustrada porque ninguém se importa com ela, muda sua atitude e seu visual. |                         |    |  |  |
|                | |                         |    |  |  |
| 3.02           | My Journey | 9 de Outubro de 2003    | 48 |  |  |
| 3.02           | Turk e Carla marcam a data de seu casamento; J.D. fica preocupado porque perdeu a intimidade que tinha com Turk. Elliot volta com seu ex-namorado Sean, mas o relacionamento tem um estranho começo. Carla fica obcecada por descobrir de quem é a amostra de urina. |                         |    |  |  |
|                | |                         |    |  |  |
| 3.03           | My White Whale | 23 de Outubro de 2003   | 49 |  |  |
| 3.03           | Jordan e Dr. Cox ficam preocupados por uma tosse que seu filho tem e tentam levá-lo ao pediatra do hospital, que é tão irritável quanto Dr. Cox. Os residentes recebem seus próprios internos: o de Turk é firme demais, o de J.D. não é firme o suficiente, e o de Elliot é uma mistura dos dois. Participação Christopher Meloni como Dr. Dave Norris. |                         |    |  |  |
|                | |                         |    |  |  |
| 3.04           | My Lucky Night | 30 de Outubro de 2003   | 50 |  |  |
| 3.04           | J.D. distrai o zelador e Troy com uma charada. Dr. Cox e Dr. Steadman competem para a mesma promoção de diretor de residência. Carla começa a trabalhar com Turk quando ela cobre uma das enfermeiras cirúrgicas. O relacionamento de Sean e Elliot tem um forte choque, e eles se separam; J.D. toma a oportunidade para tentar contá-la seus sentimentos por ela. |                         |    |  |  |
|                | |                         |    |  |  |
| 3.05           | My Brother, Where Art Thou? | 6 de Novembro de 2003   | 51 |  |  |
| 3.05           | Dan vem novamente, se impressionando com a atitude cínica de J.D. com seus pacientes: assim como Dr. Cox. Dr. Kelso descobre o trabalho de Elliot e Carla num hospital veterinário, mesmo com a proibição dele. Dan se confronta com Dr. Cox. |                         |    |  |  |
|                | |                         |    |  |  |
| 3.06           | My Advice to You | 13 de Novembro de 2003  | 52 |  |  |
| 3.06           | O irmão de Carla, Marco, vem visitá-la, e mostra seu desgosto por Turk. Os residentes estão confusos com as ordens contraditórias dadas por Dr. Cox e Dr. Kelso sobre cuidados de um paciente. J.D. fica amigo de uma garota e começa a gostar dela, até descobrir que ela é irmã de Jordan. Participação Tara Reid as Danni Sullivan. |                         |    |  |  |
|                | |                         |    |  |  |
| 3.07           | My Fifteen Seconds | 20 de Novembro de 2003  | 53 |  |  |
| 3.07           | J.D. e Danni têm um encontro: Dr Cox, já com raiva, diz a ela que J.D. já fez sexo com Jordan; J.D. e Dr. Cox não entendem a razão por que Jill voltou ao hospital. Dr. Kelso fica temporariamente surdo por usar estetoscópios baratos, o conselho médico de Carla para Elliot não funciona. Aparição de Erik Estrada. |                         |    |  |  |
|                | |                         |    |  |  |
| 3.08           | My Friend the Doctor | 4 de Dezembro de 2003   | 54 |  |  |
| 3.08           | Dr. Cox machuca as costas ao contar vantagem sobre sua força para Turk; ele começa a perceber que não é mais jovem. Elliot se preocupa por não se ver como uma médica. J.D. não se impressiona com as falsas identidades do zelador usa com os outros empregados. |                         |    |  |  |
|                | |                         |    |  |  |
| 3.09           | My Dirty Secret | 11 de Dezembro de 2003  | 55 |  |  |
| 3.09           | Elliot admite que tem problema ao dizer “palavras feias” para o corpo humano após acidentalmente dando orgasmo a um paciente durante um exame pélvico. Carla percebe que ela seja agressiva demais para seu próprio bem. J.D sofre as consequências de dar conselhos a Dr. Cox sobre seu relacionamento com Jordan e seu filho. Participação Barry Bostwick como Mr. Randolph. |                         |    |  |  |
|                | |                         |    |  |  |
| 3.10           | My Rule of Thumb | 22 de Janeiro de 2004   | 56 |  |  |
| 3.10           | Elliot e Carla são presas após procurarem um gigolô para um paciente terminal. Danni pergunta a J.D. se ela pode ficar no seu apartamento, mas J.D. começa a pensar mais imediatamente depois de aceitar. O conflito de Dr. Cox e Turk pela situação de um transplante se torna pessoal. |                         |    |  |  |
|                | |                         |    |  |  |
| 3.11           | My Clean Break | 3 de Fevereiro de 2004  | 57 |  |  |
| 3.11           | Quando Danni tem planos para ela e J.D. morarem juntos, J.D. imediatamente percebe que precisa terminar com ela – mas ele nunca fez isso antes. O zelador começa a flertar com Elliot de novo. Dr. Cox percebe que está perdendo o controle sobre seus residentes. |                         |    |  |  |
|                | |                         |    |  |  |
| 3.12           | My Catalyst | 10 de Fevereiro de 2004 | 58 |  |  |
| 3.12           | Um antigo interno de Dr. Cox que agora é atendente, e também um competente cirurgião, faz várias observações sobre o hospital. Participação Michael J. Fox como Dr. Kevin Casey. |                         |    |  |  |
|                | |                         |    |  |  |
| 3.13           | My Porcelain God | 17 de Fevereiro de 2004 | 59 |  |  |
| 3.13           | Dr. Casey e J.D descobrem o banheiro secreto do zelador no telhado (apelidado como a privada da Epifania); ganhou o nome após muitos empregados do hospital terem a solução de seus problemas enquanto estão usando-a. Dr. Kelso fecha toda uma ala do hospital para poupar dinheiro: Dr. Cox e Carla revidam usando a sala de Kelso como leito. Turk chama J.D. para ser o padrinho, mas ele percebe que não era a primeira opção. Elliot procura ajuda de Dr. Casey para entubar pacientes.                                                                    |                         |    |  |  |
|                | |                         |    |  |  |
| 3.14           | My Screw Up | 24 de Fevereiro de 2004 | 60 |  |  |
| 3.14           | Jordan, Danni e Ben retornam para preparar o aniversário de 1 ano do filho de Dr. Cox. Turk e Carla discutem para a remoção da verruga de Turk, e para trocar o nome de solteira de Carla. Um dos membros da banda de Ted sai dela. Dr. Cox culpa J.D. pela morte de seu paciente e o ignora, mas Ben acalma Dr. Cox que se desculpa com J.D. É revelado que Ben acabou morrendo: todos se preparam para seu funeral. |                         |    |  |  |
|                | |                         |    |  |  |
| 3.15           | My Tormented Mentor | 2 de Março de 2004      | 61 |  |  |
| 3.15           | Dr. Cox não consegue se recuperar com a morte de Ben, e não aprecia os esforços de J.D. para tentar fazê-lo superar; as amigas chatas de Jordan ficam em seu apartamento. Carla tenta ensinar Todd, Dr. Kelso e Dr. Cox sobre abuso sexual, e uma nova cirurgiã atendente, Dra. Miller, põe todos em choque. |                         |    |  |  |
|                | |                         |    |  |  |
| 3.16           | My Butterfly | 16 de Março de 2004     | 62 |  |  |
| 3.16           | O episódio se desenvolve através de duas histórias alternativas, tendo em comum o pouso de uma borboleta no hospital, o lenço da sorte de Turk, um bar onde Carla passa o tempo, um cão empalhado rosa que pertence ao jovem paciente de Elliot, o armário do zelador, e outro paciente com problemas cardíacos. Também um flashback mostra como o zelador se tornou um zelador. |                         |    |  |  |
|                | |                         |    |  |  |
| 3.17           | My Moment of Un-Truth | 30 de Março de 2004     | 63 |  |  |
| 3.17           | Carla janta com um doutor que já namorou com ela, apenas J.D. sabe. Elliot trata um paciente que não quer ser tratado com remédios, mas ela não pode acreditar quando Dr. Cox diz que ele é um dependente químico. O zelador faz um plano elaborado para fingir que tem um irmão gêmeo. |                         |    |  |  |
|                | |                         |    |  |  |
| 3.18           | His Story II | 6 de Abril de 2004      | 64 |  |  |
| 3.18           | Narrado pelo ponto de vista de Turk: Turk percebe que enviar os convites para o seu casamento é o último passo para que ele aconteça. Uma distração com Dra. Miller durante uma cirurgia causa o dano de um nervo a um jovem pianista, a quem ele não consegue admitir o erro. J.D. cobre a tarefa de Elliot como palhaço do hospital, mas ele tem o zelador como ajudante. Um conselho de um paciente mostra a Elliot o quanto ela e J.D. são amigos: seus sentimentos mudam e eles acabam dormindo juntos; mas uma visita surpresa de Sean faz ela escolhê-lo. |                         |    |  |  |
|                | |                         |    |  |  |
| 3.19           | My Choosiest Choice of All | 20 de Abril de 2004     | 65 |  |  |
| 3.19           | J.D. não fica contente com a última situação com Elliot: como vingança, ele retorna a namorar com Danni. Dr. Cox se vê gostando da Dra. Miller: Jordan descobre imediatamente. Turk e Carla encorajam o zelador para uma promoção como guarda de segurança, mas ele é forçado a usar as regras de Dr. Kelso. Sean mais tarde se confronta com J.D.: ele mente para o bem de Elliot e diz que nada aconteceu entre eles. |                         |    |  |  |
|                | |                         |    |  |  |
| 3.20           | My Fault | 22 de Abril de 2004     | 66 |  |  |
| 3.20           | J.D. e Danni se separam novamente; Sean e Elliot planejam morar juntos. Carla se apavora com todos os últimos detalhes para o seu casamento. Dr. Cox faz uma aposta com Dr. Kelso que nenhum paciente fará exames de eletroencefalograma, mas o primeiro paciente é o hipocondríaco Mr. Corman. Depois de tudo, J.D. finalmente demonstra seus sentimentos por Elliot, mas ele percebe que não é o que ele queria. |                         |    |  |  |
|                | |                         |    |  |  |
| 3.21           | My Self-Examination | 27 de Abril de 2004     | 67 |  |  |
| 3.21           | Oirmão de Carla, Marco, retorna para o ensaio do casamento; Turk tem um problema ao perceber que não escreveu os votos de casamento. Após pedir conselhos para Danni, J.D. vê que talvez seja bom estar numa relação com Elliot mesmo que ele não a ame. Jordan se recusa a brigar com Dr. Cox: frustrado, ele erra ao arrumar briga com o zelador. No ensaio, movido pelos votos improvisado de Turk, J.D. admite a Elliot que ele não a ama. Aparição de Larry Thomas (o “Soup Nazi” de Seinfeld).                                                             |                         |    |  |  |
|                | |                         |    |  |  |
| 3.22           | My Best Friend's Wedding | 4 de Maio de 2004       | 68 |  |  |
| 3.22           | O dia no casamento de Turk e Carla. Turk está ocupado numa demorada cirurgia, e quando ele finalmente acaba, ele vai até a igreja errada. A cerimônia é cancelada, mas a recepção continua; Danni se faz popular, quando o bar abre. J.D. encontra Sean e tenta convencê-lo a voltar com Elliot; ela supôe isso e enquanto Sean e Elliot não se dão bem, a sua atitude fria em relação a J.D. o deixa furioso. Turk e Carla se casam ao voltar ao hospital e descobrir um paciente que é um padre. Aparição de George Takei.                                     |                         |    |  |  |

## 4ª Temporada: 2004-2005
| Nº do Episódio | Título Original | Data de exibição        | #  |  |  |
|                | |                         |    |  |  |
| 4.01           | My Old Friend's New Friend | 31 de Agosto de 2004    | 69 |  |  |
| 4.01           | Turk e Carla voltam da lua de mel e Elliot fica chateada por eles passarem mais tempo com J.D..Molly Clock (Heather Graham), a nova psicoterapeuta do hospital, se torna amiga de Elliot e Turk, J.D. e Carla dão a impressão de está-la desligando.                                                                                   |                         |    |  |  |
|                | |                         |    |  |  |
| 4.02           | My Office | 7 de Setembro de 2004   | 70 |  |  |
| 4.02           | J.D. e Elliot são nomeados os chefes de residência do hospital por Dr. Cox. |                         |    |  |  |
|                | |                         |    |  |  |
| 4.03           | My New Game | 14 de Setembro de 2004  | 71 |  |  |
| 4.03           | J.D. está chateado pelo zelador chamá-lo de Co-Chefe enquanto Elliot é a Chefe de Residência. |                         |    |  |  |
|                | |                         |    |  |  |
| 4.04           | My First Kill | 21 de Setembro de 2004  | 72 |  |  |
| 4.04           | J.D. começa a pensar que ele já teria matado alguém por incompetência e percebe que nunca lhe aconteceu, apesar de Dr. Cox avisá-lo que poderá acontecer a qualquer momento. Elliot tenta convencer Turk a colocar um paciente em transplante apesar dele ser um dependente químico em recuperação.                                    |                         |    |  |  |
|                | |                         |    |  |  |
| 4.05           | Her Story | 28 de Setembro de 2004  | 73 |  |  |
| 4.05           | Narrado da perspectiva de Elliot: ela começa a ver Molly como sendo a perfeita mentor até descobrir que ela tem um namorado criminoso. Dr. Cox a ajuda dizendo que sua vida pessoal deve ser separada da vida profissional. De qualquer jeito, Molly acaba terminando com seu namorado.                                                |                         |    |  |  |
|                | |                         |    |  |  |
| 4.06           | My Cake | 12 de Outubro de 2004   | 74 |  |  |
| 4.06           | O irmão de J.D., Dan, vem visitá-lo, e com notícias de que seu pai tinha morrido. Dr. Cox e Dan prometem um ao outro a ajudar J.D. a sair da depressão. Turk descobre que tem diabetes tipo 2, mas não quer contar a Carla. O episódio é dedicado a John Ritter (ator que fez o papel do pai de J.D.) que faleceu em setembro de 2003. |                         |    |  |  |
|                | |                         |    |  |  |
| 4.07           | My Common Enemy | 19 de Outubro de 2004   | 75 |  |  |
| 4.07           | J.D. é forçado a conviver com o romance entre Elliot e Dan. Molly se torna a inimiga de Dr. Cox e Dr. Kelso por tentar prová-los que todos podem ser amáveis e ninguém é puramente mau. |                         |    |  |  |
|                | |                         |    |  |  |
| 4.08           | My Last Chance | 26 de Outubro de 2004   | 76 |  |  |
| 4.08           | Molly e J.D. estão quase dormindo juntos, mas precisam da permissão de Elliot. |                         |    |  |  |
|                | |                         |    |  |  |
| 4.09           | My Malpractical Decision | 9 de Novembro de 2004   | 77 |  |  |
| 4.09           | (Parte 1) - J.D. e Dr. Cox devem se ver com uma procuradora (Julianna Margulies) quando ela quer ver seu pai. Turk tenta evitar o hipocondríaco Mr. Corbin enquanto Elliot tenta achar uma nova carreira para seu colega Doug. |                         |    |  |  |
|                | |                         |    |  |  |
| 4.10           | My Female Trouble | 16 de Novembro de 2004  | 78 |  |  |
| 4.10           | (Parte 2) - J.D. tem problemas para acabar seu relacionamento com Neena que agora representa Mr. Corbin – que decide processar Turk – e pede ajuda para Jordan. Elliot finge ser um homem para evitar os poder tratar de um paciente sexista que é um dos membros de chefia do hospital.                                               |                         |    |  |  |
|                | |                         |    |  |  |
| 4.11           | My Unicorn | 23 de Novembro de 2004  | 79 |  |  |
| 4.11           | J.D. fica amigo do filho de um famoso cantor que não consegue doar um rim para o pai. Carla e Jordan, apesar dos avisos de Turk, ensinam Elliot a usar sua sexualidade como vantagem. Participação Matthew Perry como Murray, o filho.                                                                                                 |                         |    |  |  |
|                | |                         |    |  |  |
| 4.12           | My Best Moment | 7 de Dezembro de 2004   | 80 |  |  |
| 4.12           | J.D. precisa tratar um paciente durante o feriado em que seus colegas vêem seus melhores momentos no Sacred Heart. |                         |    |  |  |
|                | |                         |    |  |  |
| 4.13           | My Ocardial Infarction | 18 de Janeiro de 2005   | 81 |  |  |
| 4.13           | Quando Elliot começa a emergir como uma médica melhor, J.D. tenta superá-la. Turk começa a sentir sua diabetes mais seriamente, e o zelador tenta esconder seus sentimentos de Elliot. |                         |    |  |  |
|                | |                         |    |  |  |
| 4.14           | My Lucky Charm | 25 de Janeiro de 2005   | 82 |  |  |
| 4.14           | Um homem num bar ensina a Turk e J.D. como viver a vida ao máximo. Elliot e Carla vêem sua amizade começando a se corromper. Participação Colin Farrell como Billy Callahan. |                         |    |  |  |
|                | |                         |    |  |  |
| 4.15           | My Hypocritical Oath | 1 de Fevereiro de 2005  | 83 |  |  |
| 4.15           | J.D. fica atraído por uma garota, até ver que seu namorado tem uma doença. Mas, ele não pode contá-la por causa da confidência entre paciente e médico. |                         |    |  |  |
|                | |                         |    |  |  |
| 4.16           | My Quarantine | 8 de Fevereiro de 2005  | 84 |  |  |
| 4.16           | Quando J.D. casualmente diagnostica um paciente com uma doença infecciosa, todo o hospital - incluindo Danni numa visita surpresa – fica preso numa quarentena pela noite. J.D. paga um sem-teto para forjar um ataque cardíaco para parecer mais heroico.                                                                             |                         |    |  |  |
|                | |                         |    |  |  |
| 4.17           | My Life in Four Cameras | 15 de Fevereiro de 2005 | 85 |  |  |
| 4.17           | Quando Dr. Cox condena Dr. Kelso por demitir outro médico devido a cortes no orçamento, Dr. Kelso o desafia para balancear o orçamento sem demitir ninguém. Enquanto isso, o escritor de uma sitcom é admitido, e J.D. começa a fantasiar sua vida como se ela fosse uma sitcom, completa com uma audiência. Aparição de Clay Aiken.   |                         |    |  |  |
|                | |                         |    |  |  |
| 4.18           | My Roommates | 22 de Fevereiro de 2005 | 86 |  |  |
| 4.18           | Turk e Carla pedem para J.D. se mudar para dar a eles espaço. Mas, o fato de não se mudar, coloca sua amizade em risco. Enquanto isso, Dr. Cox diagnostica o filho de seu amigo com autismo. |                         |    |  |  |
|                | |                         |    |  |  |
| 4.19           | My Best Laid Plans | 1 de Março de 2005      | 87 |  |  |
| 4.19           | Molly retorna ao Sacred Heart, e J.D. falta a um encontro com sua namorada. Carla tenta não se importar com o fato de Turk ainda falar com uma ex-namorada. O zelador aposta com Dr. Cox que ele pode ter um encontro com Elliot. |                         |    |  |  |
|                | |                         |    |  |  |
| 4.20           | My Boss's Free Haircut | 29 de Março de 2005     | 88 |  |  |
| 4.20           | Carla fica com Elliot enquanto seu casamento com Turk atravessa um tempo difícil. J.D. passeia com Turk para animá-lo; Elliot tenta e falha em animá-la, da mesma forma. Dr. Kelso avisa Dr. Cox sobre o número de queixas dos pacientes sobre suas bruscas remarcações.                                                               |                         |    |  |  |
|                | |                         |    |  |  |
| 4.21           | My Lips Are Sealed | 5 de Abril de 2005      | 89 |  |  |
| 4.21           | J.D. e Carla ficam bêbados e acidentalmente se beijam, e os dois concordam em esconder isso de Turk. Elliot tem dificuldade de manter seu profissionalismo com um paciente com uma condição anormal. |                         |    |  |  |
|                | |                         |    |  |  |
| 4.22           | My Big Move | 12 de Abril de 2005     | 90 |  |  |
| 4.22           | Turk descobre sobre o beijo de JD e Carla. Dr. Cox precisa da ajuda de Elliot com uma paciente epilética adolescente. O zelador tem inesperadas reações com seu novo uniforme. |                         |    |  |  |
|                | |                         |    |  |  |
| 4.23           | My Faith in Humanity | 19 de Abril de 2005     | 91 |  |  |
| 4.23           | J.D. é forçado a confrontar a natureza humana quando uma idosa desmaiada é trazida ao hospital pelo vizinho dela, Jake. Elliot pede conselhos românticos para Dr. Cox e Carla. Turk tem dificuldades na terapia de casais. |                         |    |  |  |
|                | |                         |    |  |  |
| 4.24           | My Drive-By | 26 de Abril de 2005     | 92 |  |  |
| 4.24           | Elliot está consternada por mudar rapidamente seu relacionamento com Jake. Dr. Cox ensina Turk o valor do ego, e o zelador e Dr. Kelso batalham por um cart motorizado. |                         |    |  |  |
|                | |                         |    |  |  |
| 4.25           | My Changing Ways | 10 de Maio de 2005      | 93 |  |  |
| 4.25           | J.D. se prepara para viver sozinho, e se esforça com sua amizade com Turk. Elliot consegue a vaga para um novo emprego em outro hospital, e isso deixa Carla chateada pela distância do trabalho. Dr. Cox tenta evitar que Jordan aceite trabalhar no hospital.                                                                        |                         |    |  |  |

## 5ª Temporada: 2006
| Nº do Episódio | Título Original | Data de exibição        | #   |  |  |
|                | |                         |     |  |  |
| 5.01           | My Intern's Eyes | 3 de Janeiro de 2006    | 94  |  |  |
| 5.01           | Agora atendendo no Sacred Heart, J.D. precisa lidar com seus próprios internos; Turk tem dúvidas sobre ter ou não filhos, e tenta evitar que Carla fique grávida; Elliot luta para encontrar seu caminho no hospital e não quer parecer a pessoa sem respostas de antes |                         |     |  |  |
|                | |                         |     |  |  |
| 5.02           | My Rite of Passage | 3 de Janeiro de 2006    | 95  |  |  |
| 5.02           | J.D. quer mostrar para Cox e Kelso como ameaçar os internos, e acaba descobrindo que eles riem de suas piadas ruins que não colocam medo ou exigem respeito. Todos no hospital estão evitando Jordan, com exceção de Turk. Elliot perde a bolsa de estudos, e então se encontra confiando em Carla. |                         |     |  |  |
|                | |                         |     |  |  |
| 5.03           | My Day at the Races | 10 de Janeiro de 2006   | 96  |  |  |
| 5.03           | Enquanto planeja seu aniversário, J.D. encontra uma lista de coisas que ele queria cumprir antes de chegar aos 30 anos. Então ele tem uma maratona a cumprir. Elliot descobre um lado de seu namorado que a assusta. Turk está trabalhando duro para impressionar seus superiores e assume um paciente que prefere ser hipnotizado durante a cirurgia à tomar anestesia, tudo isso visando uma promoção. |                         |     |  |  |
|                | |                         |     |  |  |
| 5.04           | My Jiggly Ball | 10 de Janeiro de 2006   | 97  |  |  |
| 5.04           | J.D. precisa apresentar o Dr. Kelso em uma premiação, então ele quer descobrir algo bom sobre o chefe. Tanto Dr. Kelso quanto Dr. Cox têm um paciente que eles acreditam merecer o benefício de um novo tratamento experimental, mas só há uma vaga aberta. Carla e Turk entam ajudar Elliot a reconquistar seu emprego no Sacred Heart, enquanto o zelador zomba de J.D. com o jogo Jiggly Ball. |                         |     |  |  |
|                | |                         |     |  |  |
| 5.05           | My New God | 17 de Janeiro de 2006   | 98  |  |  |
| 5.05           | A irmã religiosa do Dr. Cox, Paige, chega para o batismo de seu sobrinho. Turk está descobrindo o quanto não-sensual pode ser fazer um bebê. Elliot o ajuda a perceber que Carla acha todo o processo romântico. J.D. e o zelador começam uma amizade. Participação Cheryl Hines como Paige Cox. |                         |     |  |  |
|                | |                         |     |  |  |
| 5.06           | My Missed Perception | 17 de Janeiro de 2006   | 99  |  |  |
| 5.06           | J.D. interpreta a felicidade de uma idosa como o desejo de interromper um tratamento para uma doença fatal. Turk e Elliot lutam para descobrir a causa da dor de um paciente e Carla tenta organizar a foto anual dos funcionários. Aparição de Gary Busey. |                         |     |  |  |
|                | |                         |     |  |  |
| 5.07           | My Way Home | 24 de Janeiro de 2006   | 100 |  |  |
| 5.07           | Especial do 100º episódio: Em um cenário de "Mágico de Oz", J.D. está tentando voltar para casa, Turk procura por um doador de coração e Carla se preocupa por não ter coragem de ser mãe. Enquanto isso, Eliot não acredita ter cérebro para liderar uma sessão de perguntas e respostas. O zelador está pintando linhas coloridas pelo hospital para facilitar a circulação pelos corredores. |                         |     |  |  |
|                | |                         |     |  |  |
| 5.08           | My Big Bird | 24 de Janeiro de 2006   | 101 |  |  |
| 5.08           | J.D., Turk, Elliot e Carla são interrogados sobre a misteriosa morte de um paciente. Dr. Kelso descobre que J.D. e Turk estavam procurando um paciente, Elliot estava traumatizada por descobrir que o rapaz com quem se beijou é casado e Carla estava ocupada recrutando pessoas para jogar na loteria. |                         |     |  |  |
|                | |                         |     |  |  |
| 5.09           | My Half-Acre | 7 de Fevereiro de 2006  | 102 |  |  |
| 5.09           | J.D. conhece Julie, e quando ele quer ajudar seu relacionamento, Elliot tenta ajudá-lo com um conselho amoroso. Carla tenta encontrar o lado calmo do Dr. Cox quando ele se recusa a beijar seu filho. Turk e o Zelador se unem para ganhar um concurso, mas Kelso lhes dá um tremendo obstáculo. Participação Mandy Moore como Julie Quinn. |                         |     |  |  |
|                | |                         |     |  |  |
| 5.10           | Her Story II | 7 de Fevereiro de 2006  | 103 |  |  |
| 5.10           | Narrado pelo ponto de vista de Carla: J.D. está preocupado porque Julie não ri, então Elliot o encoraja a dizer para ela sobre seus sentimentos, enquanto Turk tenta usar psicologia para resolver o problema. Enquanto isso, Carla fica triste quando o zelador se refere à nova enfermeira como “uma Carla jovem e bonita”, e isso intensifica a crescente preocupação dela de estar velha demais para engravidar. Aparição de Billy Dee Williams.                                                                  |                         |     |  |  |
|                | |                         |     |  |  |
| 5.11           | My Buddy's Booty | 28 de Fevereiro de 2006 | 104 |  |  |
| 5.11           | J.D. ainda está digerindo o término de seu namoro e tentando não matar Keith, que se tornou irritantemente perfeito. Um paciente querido está em coma e cada membro arranja um jeito de lidar com a situação. Dr. Cox e o zelador vão beber juntos em um bar, e Carla tem a missão de gostar mais da academia de ginástica do hospital. |                         |     |  |  |
|                | |                         |     |  |  |
| 5.12           | My Cabbage | 28 de Fevereiro de 2006 | 105 |  |  |
| 5.12           | (Parte 1) - Dr. Kelso fica horrorizado quando descobre que um pássaro está morando no hospital, e ordena que o zelador o expulse imediatamente. Contudo, o zelador gosta tanto do pássaro que o mantém secretamente como um bichinho de estimação. J.D., preocupado com Keith, tenta despedir seu interno, mas a situação não ocorre como o planejado. Aparição de Kareem Abdul-Jabbar. |                         |     |  |  |
|                | |                         |     |  |  |
| 5.13           | My Five Stages | 7 de Março de 2006      | 106 |  |  |
| 5.13           | (Parte 2) - J.D. e Dr. Cox passam pelos cinco estágios de sofrimento com sua paciente favorita, que está piorando cada vez mais. Enquanto isso, Carla obriga Turk a armar um encontro de casais com Eliot e Keith. Dr. Kelso bate em Ted com seu carro, mas Ted finalmente tem uma vantagem em um potencial processo. |                         |     |  |  |
|                | |                         |     |  |  |
| 5.14           | My Own Personal Hell | 14 de Março de 2006     | 107 |  |  |
| 5.14           | J.D. se cansa da perfeição de Keith, e ele não é o único. O relacionamento de Elliot com Keith é revelado, então os outros internos acham que ele está recebendo uma atenção especial. Dr. Cox se gaba por ser chamado de "O melhor médico da cidade" por uma revista local, assim Dr. Kelso lhe passa o paciente mais difícil do hospital para desinflar seu ego. Turk e Carla continuam tentando conceber. |                         |     |  |  |
|                | |                         |     |  |  |
| 5.15           | My Extra Mile | 21 de Março de 2006     | 108 |  |  |
| 5.15           | J.D. encoraja Cox e seus médicos a fazer coisas especiais para seus pacientes, mas ele próprio não tem certeza se pode raspar a cabeça para incentivar uma paciente que irá fazer quimioterapia, depois que conhece uma mulher que adora seu cabelo. Turk e Carla pretendem eliminar todo o stress em suas vidas para aumentar as chances de engravidar, mas Turk precisa competir para fazer uma cirurgia e Carla perde o paciente VIP do Dr. Kelso. Elliot não consegue parar de dar presentes estúpidos para Keith |                         |     |  |  |
|                | |                         |     |  |  |
| 5.16           | My Bright Idea | 28 de Março de 2006     | 109 |  |  |
| 5.16           | Turk descobre que Carla está grávida antes dela, então J.D. o convence a dizer para todo o hospital e surpreender Carla com a notícia. Mas Carla é quem quer contar a novidade para todos, então Turk e J.D. precisam rapidamente conter a fofoca no hospital. J.D. também engana o zelador dizendo que ele engoliu um pequeno GPS e que agora ele está sendo rastreado. Enquanto isso, quando Elliott coloca Dr. Cox em uma situação embaraçosa, ele decide se vingar de Elliott por meio de Keith e Carla.          |                         |     |  |  |
|                | |                         |     |  |  |
| 5.17           | My Chopped Liver | 4 de Abril de 2006      | 110 |  |  |
| 5.17           | Quando J.D. reorganiza sua agenda para poder ter mais tempo para passar com Turk, Turk secretamente fica chateado por sair com J.D. porque interfere em seu próprio "momento Turk". Enquanto isso, Cox e Jordan vão a um encontro com Elliot e Keith e Carla encobre Kelso no trabalho porque seu cachorro morreu e ele está de luto. Depois, um paciente quase morrer depois de dar uma parte de seu fígado para o irmão, e a equipe do hospital aprende sobre fazer sacrifícios pelas pessoas que amam.             |                         |     |  |  |
|                | |                         |     |  |  |
| 5.18           | My New Suit | 11 de Abril de 2006     | 111 |  |  |
| 5.18           | Dan, o irmão de J.D, faz uma visita surpresa e Elliot descobre que J.D. lhe disse que ela ainda gosta dele. Carla e Turk começam a discutir sobre nomes para o bebê. Dr. Kelso designa Dr. Cox para ajudar Ted com seu trabalho sobre negligência médica. Enquanto isso, um paciente com problemas de peso precisa fazer um exame, mas é muito grande para entrar na máquina. |                         |     |  |  |
|                | |                         |     |  |  |
| 5.19           | His Story III | 18 de Abril de 2006     | 112 |  |  |
| 5.19           | Narrado pelo zelador. Turk e Carla transformam o antigo quarto de J.D. em uma enfermaria para o bebê. O zelador agarra uma oportunidade de tirar J.D. de cena por um dia. Elliot usa sua mãe para descobrir informações sobre os colegas de Keith. |                         |     |  |  |
|                | |                         |     |  |  |
| 5.20           | My Lunch | 25 de Abril de 2006     | 113 |  |  |
| 5.20           | J.D. convida o Dr. Cox para almoçar, mas corre de uma chata ex-paciente, Jill Tracy, que o ensina algo sobre responsabilidade. Elliot e Carla descobrem que Todd está mentindo sobre suas conquistas no hospital e suspeitam que ele não esteja sendo sincero com relação a outros problemas. Turk os alerta para não se intrometerem em seus casos. |                         |     |  |  |
|                | |                         |     |  |  |
| 5.21           | My Fallen Idol | 2 de Maio de 2006       | 114 |  |  |
| 5.21           | Dr. Cox começa a beber depois que suas decisões levam à morte de três de seus pacientes. A equipe do hospital tenta ajudá-lo mostrando o quanto ele é importante. Turk começa sua nova rotação com cirurgia ortopédica, mas não gosta muito dos métodos do médico que o está ensinando. J.D. e o zelador tentam ajudar Turk a encontrar meios de se dar bem com o novo supervisor. |                         |     |  |  |
|                | |                         |     |  |  |
| 5.22           | My Déjà vu, My Déjà vu | 9 de Maio de 2006       | 115 |  |  |
| 5.22           | J.D. sente que as mesmas coisas vivem acontecendo no hospital. Dr. Cox volta ao trabalho, mas Elliot acredita que ele perdeu sua segurança. Carla se irrita com Turk porque ele ainda pode fazer muitas coisas e ela não, desde que engravidou. |                         |     |  |  |
|                | |                         |     |  |  |
| 5.23           | My Urologist | 16 de Maio de 2006      | 116 |  |  |
| 5.23           | J.D. desafia uma urologista. Dra. Kim Briggs, em uma consulta para um paciente que precisa passar por uma cirurgia de risco, e começa a se apaixonar por ela. Elliot considera terminar com Keith, mas Carla está mostrando grande variação hormonal e tenta interferir. O zelador e Dr. Kelso estão com uma pequena discórdia sobre o medo. |                         |     |  |  |
|                | |                         |     |  |  |
| 5.24           | My Transition | 16 de Maio de 2006      | 117 |  |  |
| 5.24           | (Parte 1) — O romance de J.D. e Kim cresce quando eles têm o seu primeiro encontro, mas Elliot não quer deixá-los sozinhos, já que ela é grande amiga de Kim. Dr. Cox e Jordan celebram o crescimento de Jack dando todas as suas coisas de bebê para Carla, mas descobrem que Jordan está grávida de novo. No fim do episódio, descobre-se que Kim está grávida. |                         |     |  |  |

## 6ª Temporada: 2006-2007
| Nº do Episódio | Título Original | Data de exibição        | #   |  |  |
|                | |                         |     |  |  |
| 6.01           | My Mirror Image | 30 de Novembro de 2006  | 118 |  |  |
| 6.01           | (Parte 2) - Dr. Cox faz os seus internos correrem cada vez que eles o chamam para responder uma pergunta estúpida. Jordan que está entre 1 e 4 meses de gravidez, está tão grande quanto Carla, que está com 9 meses e meio. Jordan quer que Dr. Cox lide com sua raiva antes de ter seu 2º filho porque Jack está na escola agora. O zelador tenta encontrar novas maneiras de torturar J.D. |                         |     |  |  |
|                | |                         |     |  |  |
| 6.02           | My Best Friends' Baby's Baby And My Baby's Baby | 7 de Dezembro de 2006   | 119 |  |  |
| 6.02           | Carla entra em trabalho de parto, mas Turk sente que Elliot se importa mais com a sua gravidez do que ele mesmo. J.D. discute com Kim se eles deveriam fazer aborto. Jordan fica com raiva ao ver que Dr. Cox trata seu filho Jack como seu "parceiro de bebida". |                         |     |  |  |
|                | |                         |     |  |  |
| 6.03           | My Coffee | 14 de Dezembro de 2006  | 120 |  |  |
| 6.03           | J.D. tenta ver o quão compatível ele e Kim são. Turk deve decidir que Carla deve continuar na maternidade ou sair. O zelador lidera uma greve no hospital para que os empregados tenham seguro dentário. |                         |     |  |  |
|                | |                         |     |  |  |
| 6.04           | My House | 4 de Janeiro de 2007    | 121 |  |  |
| 6.04           | Dr. Cox se sente como o protagonista da série House, ao ter que resolver vários mistérios. Elliot está com raiva de Dr. Kelso, mas ela desconta tudo em Turk. Carla está mostrando sinais de depressão pós-parto. J.D. quer ser um melhor namorado para Kim. |                         |     |  |  |
|                | |                         |     |  |  |
| 6.05           | My Friend with Money | 11 de Janeiro de 2007   | 122 |  |  |
| 6.05           | Elliot está aproveitando morar no seu apartamento sozinha, e JD e Dr. Cox ficam com inveja. Os sintomas da depressão pós-parto de Carla se tornam mais aparentes. |                         |     |  |  |
|                | |                         |     |  |  |
| 6.06           | My Musical | 18 de Janeiro de 2007   | 123 |  |  |
| 6.06           | O hospital atende Patti, uma paciente que reclama ver tudo como um musical. Enquanto os médicos tentam resolver o problema, eles estrelam o seu próprio musical. Carla e Turk decidem se ela deve deixar de trabalhar para ser dona-de-casa, enquanto Elliot tenta dizer a J.D. que ela não quer continuar morando com ele. |                         |     |  |  |
|                | |                         |     |  |  |
| 6.07           | His Story IV | 1 de Fevereiro de 2007  | 124 |  |  |
| 6.07           | Este episódio é narrado por Dr. Kelso. Um soldado vindo do Iraque é internado lembram Kelso do que é ser um bom líder. Enquanto isso, a presença do soldado no hospital começa uma discussão política, dividindo todos os empregados em dois grupos opostos. Por causa das discussões políticas, os pacientes do hospital ficam em segundo plano. J.D tenta achar um novo apartamento e sente que está fora de todo o debate político no hospital.                                                                            |                         |     |  |  |
|                | |                         |     |  |  |
| 6.08           | My Road to Nowhere | 8 de Fevereiro de 2007  | 125 |  |  |
| 6.08           | Turk convence JD que ele precisa ir para Tacoma para o primeiro ultra-som de Kim, o que leva todos os empregados do Sacred Heart a se juntar à sua jornada. Enquanto isso, Dr. Cox e Jordan descobrem que seu filho precisará de cirurgia. |                         |     |  |  |
|                | |                         |     |  |  |
| 6.09           | My Perspective | 15 de Fevereiro de 2007 | 126 |  |  |
| 6.09           | Quando J.D desenvolve síncope, ele tenta se conformar não só com a perda da namorada e do apartamento, mas também da sua consciência. Milos, um médico da Croácia, precisa refazer sua escola de medicina no Sacred Heart Hospital. |                         |     |  |  |
|                | |                         |     |  |  |
| 6.10           | My Therapeutic Month | 22 de Fevereiro de 2007 | 127 |  |  |
| 6.10           | J.D se apaixona por uma fisioterapeuta, mas por causa da sua condição ele acha difícil convidá-la para um encontro. Enquanto isso, Turk quebra seu braço e Dr. Kelso o manda para residência, onde com ajuda de Dr. Cox, ele percebe que sabe menos de medicina que achava que sabia. Elliot chama Keith para se mudar para seu apartamento, mas ainda não está certa de sua escolha. Carla tenta ajudar os médicos a superar seus medos e sua ignorância. Yeva, a mãe de Milos, vem ao hospital e se apaixona por Dr. Kelso. |                         |     |  |  |
|                | |                         |     |  |  |
| 6.11           | My Night to Remember | 1 de Março de 2007      | 128 |  |  |
| 6.11           | Todos no hospital tentam ajudar um paciente com amnésia a recuperar a sua memória, e enquanto isso, relembram seus seis anos desde o começo do programa. |                         |     |  |  |
|                | |                         |     |  |  |
| 6.12           | My Fishbowl | 8 de Março de 2007      | 129 |  |  |
| 6.12           | O soldado Brian Dancer recebe alta do hospital, mas o exército lhe informa que não lhe é possível voltar para o serviço militar. Logo, ele entra em depressão, e Elliot, J.D. e Turk têm que animá-lo. Dr. Cox conta à Carla que ela não é engraçada. |                         |     |  |  |
|                | |                         |     |  |  |
| 6.13           | My Scrubs | 15 de Março de 2007     | 130 |  |  |
| 6.13           | Turk e J.D. tentam burlar as regras do hospital para tratar um paciente sem seguro. Enquanto isso, Dr. Cox tenta convencer Elliot de que um ex-viciado ainda não está totalmente limpo. Todos os empregados do hospital são obrigados a usar jalecos marrons sujos, já que Dr. Kelso suspeita que há um ladrão de roupas no hospital. |                         |     |  |  |
|                | |                         |     |  |  |
| 6.14           | My No Good Reason | 22 de Março de 2007     | 131 |  |  |
| 6.14           | J.D. e Turk tentam esquecer que a nova babá contratada por Carla é bonita. Elliot e o zelador tentam consolar o espírito de um paciente terminal. Enquanto isso, Enfermeira Roberts e Dr. Cox discutem se "tudo acontece por uma razão", mas uma tragédia acontece com um dos empregados do Sacred Heart. |                         |     |  |  |
|                | |                         |     |  |  |
| 6.15           | My Long Goodbye | 5 de Abril de 2007      | 132 |  |  |
| 6.15           | Laverne está em coma, e ninguém sabe quando ela vai acordar. Jordan entra em trabalho de parto, e Dr. Cox começa a entrar em pânico. |                         |     |  |  |
|                | |                         |     |  |  |
| 6.16           | My Words of Wisdom | 12 de Abril de 2007     | 133 |  |  |
| 6.16           | J.D trata um paciente surdo e ficam chocados quando o seu pai, também surdo, não permite que o filho faça uma cirurgia que lhe permita ouvir. Depois de dizer adeus a Laverne, Dr. Cox arranja tempo para pensar, Elliot abre seu coração para Keith, e J.D e Turk aprendem sobre compaixão. |                         |     |  |  |
|                | |                         |     |  |  |
| 6.17           | Their Story | 19 de Abril de 2007     | 134 |  |  |
| 6.17           | Nesse episódio, Ted, Todd e Jordan tomam os lugares de narrador. Ted fantasia com uma realidade onde não é careca, e está lutando junto às enfermeiras por um aumento; Todd encontra seu futuro filho e ajuda Turk a preservar sua reputação; Jordan tenta parar de perturbar Elliot e Keith. |                         |     |  |  |
|                | |                         |     |  |  |
| 6.18           | My Turf War | 26 de Abril de 2007     | 135 |  |  |
| 6.18           | Keith sai da cidade por um tempo e a irmã da fraternidade de Elliot, Melody (Keri Russell), vem visitá-la, no que J.D sente ciúmes por não ser mais seu melhor amigo. Turk e Dr. Cox discutem por causa de um paciente cirúrgico. Enquanto isso, Carla descobre um fantasma assombrando a ala de pediatria. Após sua volta, Keith pede a mão de Elliot em casamento. |                         |     |  |  |
|                | |                         |     |  |  |
| 6.19           | My Cold Shower | 3 de Maio de 2007       | 136 |  |  |
| 6.19           | O anel de noivado de Elliot não serve, então Keith dá a ideia de Elliot planejar seu próprio noivado. Carla e Turk não têm sido íntimos desde o nascimento de seu bebê. No final, J.D começa a se perguntar se ainda amaria Elliot. |                         |     |  |  |
|                | |                         |     |  |  |
| 6.20           | "My Conventional Wisdom" | 10 de Maio de 2007      | 137 |  |  |
| 6.20           | Enquanto Elliot começa a planejar seu casamento com Keith, J.D. continua a questionar seus sentimentos por ela. Turk decide levar J.D. a uma convenção de cirurgia para que ele esqueça Elliot, mas o tiro sai pela culatra quando J.D. vê sua ex-namorada, Kim, e descobre que ela havia mentido para ele; na verdade ela ainda continua grávida dele. |                         |     |  |  |
|                | |                         |     |  |  |
| 6.21           | "My Rabbit" | 17 de Maio de 2007      | 138 |  |  |
| 6.21           | J.D. dá outra chance ao seu relacionamento com Kim, mas somente pelo bebê. Turk não faz uma cirurgia arriscada em um paciente ao descobrir que ele tem uma filha. Carla decide fazer uma despedida de solteira para Elliot, que tenta controlar tudo. |                         |     |  |  |
|                | |                         |     |  |  |
| 6.22           | "My Point of No Return" | 17 de Maio de 2007      | 139 |  |  |
| 6.22           | |                         |     |  |  |
|                | |                         |     |  |  |

## 7ª Temporada: 2007–2008
| Nº  | Nº | Título                  | Director(es)     | Escritor(es)                   | Exibição Original | Produção               | Audiência |
| --- | -- | ----------------------- | ---------------- | ------------------------------ | ----------------- | ---------------------- | --------- |
| 140 | 1  | "My Own Worst Enemy"    | Bill Lawrence    | Neil Goldman e Garrett Donovan | 6.95              | 25 de outubro de 2007  | 701       |
| 141 | 2  | "My Hard Labor"         | Adam Bernstein   | Bill Callahan                  | 6.68              | 1 de novembro de 2007  | 702       |
| 142 | 3  | "My Inconvenient Truth" | Bill Lawrence    | Debra Fordham                  | 6.36              | 8 de novembro de 2007  | 703       |
| 143 | 4  | "My Identity Crisis"    | Gail Mancuso     | Dave Tennant                   | 6.04              | 15 de novembro de 2007 | 704       |
| 144 | 5  | "My Growing Pains"      | Zach Braff       | Mike Schwartz                  | 5.91              | 29 de novembro de 2007 | 705       |
| 145 | 6  | "My Number One Doctor"  | Will Mackenzie   | Janae Bakken                   | 4.86              | 6 de dezembro de 2007  | 706       |
| 146 | 7  | "My Bad Too"            | Linda Mendoza    | Clarence Livingston            | 6.57              | 10 de abril de 2008    | 707       |
| 147 | 8  | "My Manhood"            | Michael McDonald | Angela Nissel                  | 7.31              | 17 de abril de 2008    | 708       |
| 148 | 9  | "My Dumb Luck"          | Rick Blue        | Aseem Batra                    | 5.30              | 24 de abril de 2008    | 710       |
| 149 | 10 | "My Waste of Time"      | Chris Koch       | Andy Schwartz                  | 5.91              | 1 de maio de 2008      | 711       |
| 150 | 11 | "My Princess"           | Zach Braff       | Mark Stegemann                 | 5.37              | 8 de maio de 2008      | 709       |

## 8ª Temporada: 2009
| Nº  | Nº | Título                    | Director(es)     | Escritor(es)                        | Audiência | Exibição Original       | Produção |
| --- | -- | ------------------------- | ---------------- | ----------------------------------- | --------- | ----------------------- | -------- |
| 151 | 1  | "My Jerks"                | Michael Spiller  | Angela Nissel                       | 6.76      | 6 de janeiro de 2009    | 802      |
| 152 | 2  | "My Last Words"           | Bill Lawrence    | Aseem Batra                         | 6.64      | 6 de janeiro de 2009    | 803      |
| 153 | 3  | "My Saving Grace"         | Michael Spiller  | Janae Bakken                        | 4.63      | 13 de janeiro de 2009   | 804      |
| 154 | 4  | "My Happy Place"          | Ken Whittingham  | Taii K. Austin                      | 4.33      | 13 de janeiro de 2009   | 805      |
| 155 | 5  | "My ABC's"                | Bill Lawrence    | Bill Lawrence                       | 5.12      | 27 de janeiro de 2009   | 801      |
| 156 | 6  | "My Cookie Pants"         | Gail Mancuso     | Clarence Livingston                 | 5.05      | 27 de janeiro de 2009   | 806      |
| 157 | 7  | "My New Role"             | Will Mackenzie   | Dave Tennant                        | 4.90      | 3 de fevereiro de 2009  | 807      |
| 158 | 8  | "My Lawyer's in Love"     | Mark Stegemann   | Debra Fordham                       | 4.70      | 3 de fevereiro de 2009  | 808      |
| 159 | 9  | "My Absence"              | John Putch       | Debra Fordham & Andy Schwartz       | 4.60      | 10 de fevereiro de 2009 | 809      |
| 160 | 10 | "My Comedy Show"          | Ted Wass         | Devin O. Mahoney & C. Rego Marquiis | 4.23      | 10 de fevereiro de 2009 | 810      |
| 161 | 11 | "My Nah Nah Nah"          | John Putch       | Kevin Biegel                        | 5.80      | 18 de março de 2009     | 811      |
| 162 | 12 | "Their Story II"          | Michael McDonald | Andy Schwartz                       | 5.32      | 25 de março de 2009     | 812      |
| 163 | 13 | "My Full Moon"            | John Michel      | Kevin Biegel                        | 5.04      | 1 de abril de 2009      | 813      |
| 164 | 14 | "My Soul on Fire"(Part 1) | Bill Lawrence    | Bill Callahan                       | 4.67      | 8 de abril de 2009      | 814      |
| 165 | 15 | "My Soul on Fire"(Part 2) | Bill Lawrence    | Bill Callahan                       | 5.30      | 15 de abril de 2009     | 815      |
| 166 | 16 | "My Cuz"                  | Linda Mendoza    | Kevin Biegel                        | 4.66      | 22 de abril de 2009     | 816      |
| 167 | 17 | "My Chief Concern"        | Zach Braff       | Neil Goldman e Garrett Donovan      | 3.70      | 5 de maio de 2009       | 817      |
| 168 | 18 | "My Finale"               | Bill Lawrence    | Bill Lawrence                       | 5.07      | 6 de maio de 2009       | 818      |

## 9ª Temporada: 2009–2010
| Nº  | Nº | Título                    | Director(es)     | Escritor(es)                        | Audiência | Exibição Original      | Produção |
| --- | -- | ------------------------- | ---------------- | ----------------------------------- | --------- | ---------------------- | -------- |
| 169 | 1  | "Our First Day of School" | Michael Spiller  | Bill Lawrence                       | 4.63      | 1 de dezembro de 2009  | 901      |
| 170 | 2  | "Our Drunk Friend"        | Michael McDonald | Josh Bycel & Jonathan Groff         | 4.43      | 1 de dezembro de 2009  | 902      |
| 171 | 3  | "Our Role Models"         | Gail Mancuso     | Steven Cragg & Brian Bradley        | 5.44      | 8 de dezembro de 2009  | 903      |
| 172 | 4  | "Our Histories"           | Ken Whittingham  | Corey Nickerson                     | 4.22      | 15 de dezembro de 2009 | 904      |
| 173 | 5  | "Our Mysteries"           | Michael Spiller  | Steven Cragg & Brian Bradley        | 3.55      | 22 de dezembro de 2009 | 909      |
| 174 | 6  | "Our New Girl-Bro"        | Michael McDonald | Kevin Etten                         | 3.53      | 1 de janeiro de 2010   | 906      |
| 175 | 7  | "Our White Coats"         | John Putch       | Andy Schwartz                       | 3.86      | 5 de janeiro de 2010   | 907      |
| 176 | 8  | "Our Couples"             | Chris Koch       | Prentice Penny                      | 3.05      | 5 de janeiro de 2010   | 908      |
| 177 | 9  | "Our Stuff Gets Real"     | John Putch       | Leila Strachan                      | 2.74      | 12 de janeiro de 2010  | 905      |
| 178 | 10 | "Our True Lies"           | Michael Spiller  | Lon Zimmet & Dan Rubin              | 3.34      | 19 de janeiro de 2010  | 910      |
| 179 | 11 | "Our Dear Leaders"        | Peter Lauer      | Corey Nickerson & Kevin Etten       | 3.30      | 26 de janeiro de 2010  | 911      |
| 180 | 12 | "Our Driving Issues"      | Eren Celeboglu   | Alessia Costantini & Prentice Penny | 4.31      | 10 de março de 2010    | 912      |
| 181 | 13 | "Our Thanks"              | Rick Blue        | Sean Russell                        | 3.45      | 17 de março de 2010    | 913      |